# Aşağıkatırlı, Tuzluca
Aşağıkatırlı là một xã thuộc huyện Tuzluca, tỉnh Iğdır, Thổ Nhĩ Kỳ. Dân số thời điểm năm 2011 là 315 người.